# Síntesis de triazinas de Bamberger
La síntesis de triazinas de Bamberger es un método de síntesis orgánica de una triazina reportado por el químico alemán Eugen Bamberger en 1892.
El sustrato es una sal de diazonio aromática obtenida por diazotización de su anilina correspondiente. El reactivo es la hidrazona del ácido pirúvico. El azocompuesto obtenido se convierte a la benzotriazina en el tercer paso, en la presencia de ácido sulfúrico y ácido acético.